# Escalada en gel

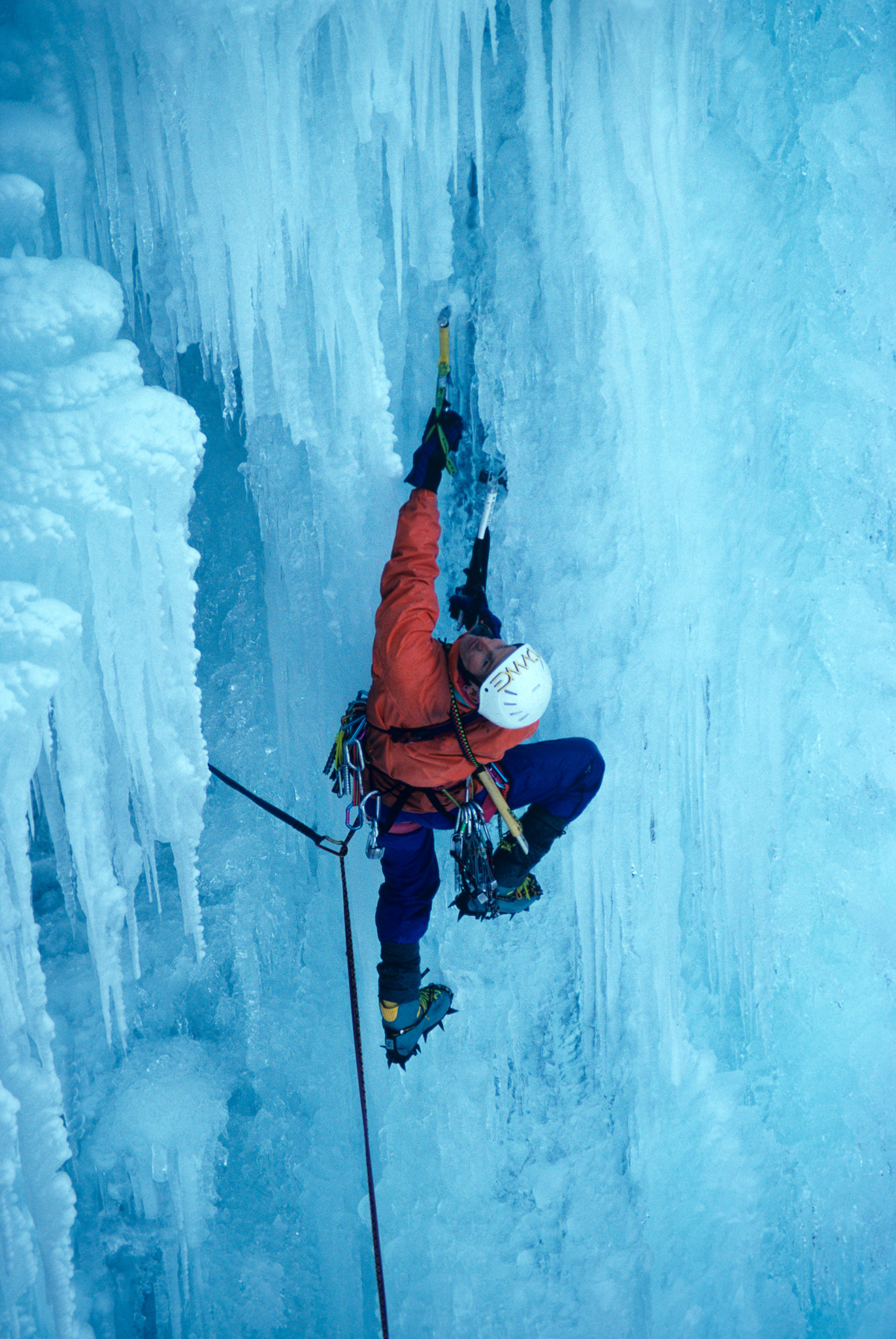
Xaver Bongard escalant el "Crack Baby"

Es considera escalada en gel a tot ascens en gel o neu dura que per la seva dificultat i perill requereixi l'ús d'equipament especial com a grampons i piolets. A més se sol usar equipament per a seguretat.
La dificultat i el perill d'aquesta especialitat d'escalada estan marcats per la inclinació de la paret i per l'estat de duresa de la neu, que va des de la neu tova fins al gel pur. En el cas ideal, que podria ser una cascada gelada, l'escalador ascendeix amb grampons als peus i amb un piolet tècnic en cada mà. L'equipament per a assegurar-se en l'ascensió és semblant al de l'escalada en roca.

## Equipament

### Personal
- Botes: han de ser rígides, impermeables i fabricades en pell o plàstic. Es complementen amb els grampons.

- Grampons: En general, de tipus tècnic. Aquests es diferencien dels de travessia que les seves puntes frontals són verticals, la qual cosa millora notablement la penetració en el gel. En l'actualitat es tendeix a afavorir l'ús de grampons monopunta per la seva major precisió i penetració. S'ancoren a les botes amb fixacions automàtiques, semiautomàtiques o de corretges.

- Guetres, galochas o polaines: fundes impermeables que tapa la junta de les botes amb els pantalons.

- Piolets: s'usen dos, un per a cada mà dels anomenats tècnics. Aquests piolets tècnics, a diferència dels normals o de travessia, són més curts de mànec i la seva punta (o pica) té un angle especial. El seu mànec sol estar lleugerament corbat per a proporcionar un millor angle d'atac respecte al pla de la paret. Tradicionalment disposen de dragoneras als avantbraços perquè l'escalador s'ajudi, li donin seguretat i no els perdi. No obstant això en l'actualitat es rebutgen per considerar que el seu ús és incompatible amb el concepte d'escalada lliure, a més de dificultar els canvis de mà i l'emplaçament dels caragols de gel. És per això que entre els escaladors nóveles o en rutes amb elevat grau de compromís s'ha popularitzat l'ús dels "leash"

- Roba: ha de ser impermeable, transpirable i retenidora de la calor. Tradicionalment s'han usat les peces de plomes, però les noves fibres les estan desplaçant.

### De seguretat
Quan la verticalitat o la duresa del gel el requereixen, és més que recomanable comptar amb una cordada, això es fa amb els següents materials:
- Corda: s'usen dos de tipus dinàmic i són especials per a gel i neu pel seu tractament hidròfug. El seu diàmetre està entorn dels 8mm i la seva longitud sobre els 60m .

- Caragols: de tipus tubular de 10 a 25 cm de llarg.

- Abalakov: usats comunament per a rapelar o reforçar reunions. Es realitzen amb caragols de gel fent dos trepants que es intersectan en la seva final. D'aquesta manera es forma un pont de gel per on es pot passar un cordino o la pròpia corda i usar-lo com a ancoratge.[1]

- Cintes dissipadores: redueixen la força sobre els ancoratges en cas de caiguda.

- Estaques i ancores: s'usen en neu dura on els claus no són efectius. Són d'alumini, grans i aparatoses. Es claven amb martell o colpejat amb la bota. Per a major seguretat s'enterren en la neu deixant vist el cable o cordino al qual es posa el mosquetó per a assegurar.

- Improvisats: en neu dura es poden tallar grans bolets i lligar cordinos. També es poden enterrar piolets, estaques horitzontals i fins a les motxilles perquè actuïn com ancores.

- Ancoratges per a roca: en moltes ocasions l'escalada en gel pot ser mixta -gel i roca- o pot trobar-se flanquejada per roques -tubs- en aquests casos es pot recórrer a ancoratges convencionals per a roca: friend, fisureros, claus o ancoratges amb cintes a sortints.

Materials comuns a l'escalada: a més de tots aquests materials de seguretat específics per a l'escalada en gel, s'usen uns altres que són comuns per a qualsevol de les diferents modalitats: Cintes i cordinos, mosquetons i cintes expresses, arnès, dispositius de bloqueig, dissipadors i descensors.